# Ґрабово (Ґолдапський повіт)
Ґрабово (пол. Grabowo, нім. Grabowen) — село в Польщі, у гміні Ґолдап Ґолдапського повіту Вармінсько-Мазурського воєводства.
Населення — 615 осіб (2011).
У 1975-1998 роках село належало до Сувальського воєводства.

## Демографія
Демографічна структура станом на 31 березня 2011 року:
|          | Загалом | Допрацездатний вік | Працездатний вік | Постпрацездатний вік |
| -------- | ------- | ------------------ | ---------------- | -------------------- |
| Чоловіки | 307     | 73                 | 205              | 29                   |
| Жінки    | 308     | 71                 | 178              | 59                   |
| Разом    | 615     | 144                | 383              | 88                   |